# Balak
Pour les articles homonymes, voir Balak (homonymie).
Balak ou Bayaq (en arménien Բալաք) est une communauté rurale du marz de Syunik en Arménie. En 2011, elle compte 201 habitants.

## Géographie

### Situation
Balak est située à 22 km de Sisian et à 126 km de Kapan, la capitale régionale.

### Topographie
L'altitude moyenne de Balak est de 1 700 m.

### Territoire
La communauté couvre 1 030 hectares, dont :
- 931 ha de terrains agricoles ;
- 1 ha de terrains industriels ;
- 1 ha alloués aux infrastructures énergétiques, de transport, de communication, etc. ;
- 7 ha d'aires protégées ;
- 55 ha d'eau[3].

## Politique
Le maire (ou plus correctement le chef de la communauté) de Balak est depuis 2005 Sasun Sargsyan, membre du Parti républicain d'Arménie.
| Début | Fin      | Nom            | Parti                       |
| ----- | -------- | -------------- | --------------------------- |
| 2005  | 2008     | Sasun Sargsyan | Parti républicain d'Arménie |
| 2008  | 2012     | Sasun Sargsyan | Parti républicain d'Arménie |
| 2012  | En cours | Sasun Sargsyan | Parti républicain d'Arménie |

## Économie
L'économie de la communauté repose principalement sur l'agriculture.

## Démographie
| 2001 | 2008 | 2011 |
| ---- | ---- | ---- |
| 223  | 220  | 201  |